# Катрин Ръндъл
Катрин Ръндъл (на английски: Katherine Rundell) е английска писателка на произведения в жанра детско-юношеска литература и документалистика.

## Биография и творчество
Катрин Ръндъл е родена на 10 юли 1987 г. в Кент, Англия. Прекарва десет години в Хараре, Зимбабве, където баща ѝ е дипломат. Когато тя е на 14 години, семейството ѝ се премества в Брюксел, което променя културната ѝ ориентация. Завършва през 2008 г. с бакалавърска степен колежа „Света Катрин“ на Оксфордския университет. По това време развива интерес към забавното изследователско катерене по покривите на сградите на университета вдъхновена от книгата „Нощните катерачи на Кеймбридж“ от 1937 г. за приключенията на студенти в този университет. След това работи като асистент по английска филология в колежа „Вси светии“ на Оксфордския университет и получава докторска степен с дисертацията за творчеството на поета Джон Дън. Член е на ренесансовото дружество към колежа.
Първият ѝ роман „Дивото момиче“ е издаден през 2011 г. Той е вдъхновен от пребиваването ѝ в Африка, и представя историята на Вилхелмина Силвър, момиче от Зимбабве, което е изпратено в английски интернат след смъртта на баща си. Книгата печели престижната награда на „Бостън Глоуб“ за младежка литература.
Вторият ѝ роман „По покривите“ от 2013 г. представя историята на сирачето Софи, оцеляла като бебе в калъф за виолончело при морско корабокрушение и на нейния настойник, симпатичният и ексцентричен учен Чарлз, който я отглежда. Те отиват в Париж да търсят майка ѝ, а там тя среща младия Матео, който живее на покривите, и с когото се впускат необикновени приключения. Книгата е номинирана за медала „Карнеги“ и печели наградата за детска книга Waterstones и наградата Blue Peter за история.
През 2017 г. е издаден романът ѝ „Изследователят“. В историята четири деца – Фред, Кони, Лила и Макс, след самолетна катастрофа попадат в джунглата и трябва да оцелеят и да намерят пътя към цивилизацията. В джунглата намират карта, която ги завежда до руините на древен град и загадъчен изследовател, който ги учи как да оцеляват в трудните условия и им говори за живота и морала. Книгата има познавателна стойност за джунглата и Амазонка, за флората и фауната, за местното население, и за влиянието на човечеството върху околната среда. Романът печели наградата „Коста“ за детска книга и наградата „Едуард Станфорд“ за пътепис за деца.
Документалната ѝ книга „Супер безкрайно: Трансформациите на Джон Дън“ от 2022 г. печели наградата „Бейли Гифорд“, с което става най-младият носител на наградата.

## Произведения

### Самостоятелни романи
- The Girl Savage (2011) – издаден и като Cartwheeling in Thunderstorms, награда на „Бостън Глоуб“[1][2]
- Rooftoppers (2013) – награди Waterstones и Blue Peter
По покривите, изд. „Таралеж“ (2021), прев. Десислава Сотирова
- The Wolf Wilder (2015)
- The Explorer (2017) – награда „Коста“
Изследователят, изд. „Таралеж“ (2020), прев. Юлия Чернева
- One Christmas Wish (2017)
Едно коледно желание, изд. „Таралеж“ (2020), прев. Юлия Чернева
- The Good Thieves (2019)
Добрите крадци, изд. „Таралеж“ (2021), прев. Юлия Чернева
- Skysteppers (2021)
- The Zebra's Great Escape (2022)
- Impossible Creatures (2023)

### Сборници
- Into the Jungle (2018) – разкази[1]

### Документалистика
- Superinfinite : The Transformations of John Donne (2022)[1][2]
- The Golden Mole : And Other Vanishing Wonders (2022)

### Екранизации
- 2015 Henry – история